# Доскалова, Ксения Михайловна
Ксения Михайловна Доскалова (12 ноября 1992, Владивосток) — российская биатлонистка, призёр чемпионата России. Мастер спорта России.

## Биография
На внутренних соревнованиях представляла Ханты-Мансийский АО и Москву. Первый тренер — Кожина Оксана Георгиевна, также тренировалась под руководством Комарова Константина Юрьевича и И. В. Воржева.
Входила в состав юниорской сборной России, но в крупных международных соревнованиях не участвовала. Становилась победительницей этапов Кубка России среди юниоров.
На взрослом уровне стала двукратным бронзовым призёром чемпионата России в гонке патрулей в составе сборной ХМАО (2014, 2016). Также в 2014 году стала призёром соревнований «Ижевская винтовка» в эстафете.
Окончила МГОУ (2015). По окончании сезона 2015/16 завершила профессиональную карьеру, в дальнейшем принимает участие в любительских соревнованиях по биатлону, лыжным гонкам и лёгкой атлетике, представляя ДЮСШ г. Мытищи и ДЮСШ № 102 г. Москвы.